# Bujesily
Bujesily – gmina w Czechach, w powiecie Rokycany, w kraju pilzneńskim. Według danych z dnia 1 stycznia 2014 liczyła 61 mieszkańców.